# Christian Poveda
Christian Gregorio Poveda Ruiz (ur. 12 stycznia 1955 w Algierze, zm. 2 września 2009 w Tonacatepeque w Salwadorze) – francuski fotoreporter, dziennikarz i autor filmów dokumentalnych.
Urodził się w rodzinie hiszpańskiej na terenie francuskiej Algierii. Na przełomie 1961 i 1962 jego rodzina wyjechała do Francji. W 1980 r., po raz pierwszy wyjechał do Salwadoru aby udokumentować przebieg wojny domowej.
Tuż przed śmiercią zrealizował film dokumentalny „La Vida Loca” na temat salwatorskich gangów ulicznych, którego głównymi bohaterami byli członkowie Mara 18.
W momencie poprzedzającym śmierć podróżował samochodem z miasta Soyapango do stolicy. Jego samochód został zatrzymany podczas drogi w miejscowości Tonacatepeque, a sam Poveda wywleczony z auta przez grupę mężczyzn i czterokrotnie postrzelony w twarz. Wyjaśnieniem okoliczności śmierci Pagedy zajął się wydział ds. zabójstw i przestępczości zorganizowanej oraz biuro prokuratora generalnego. Prezydent Salwadoru Mauricio Funes oświadczył, że jest zszokowany brutalnym morderstwem.
W 2011 zabójcy Povedy zostali skazani na kary pozbawienia wolności od 4 do 30 lat.